# Trije Angeli

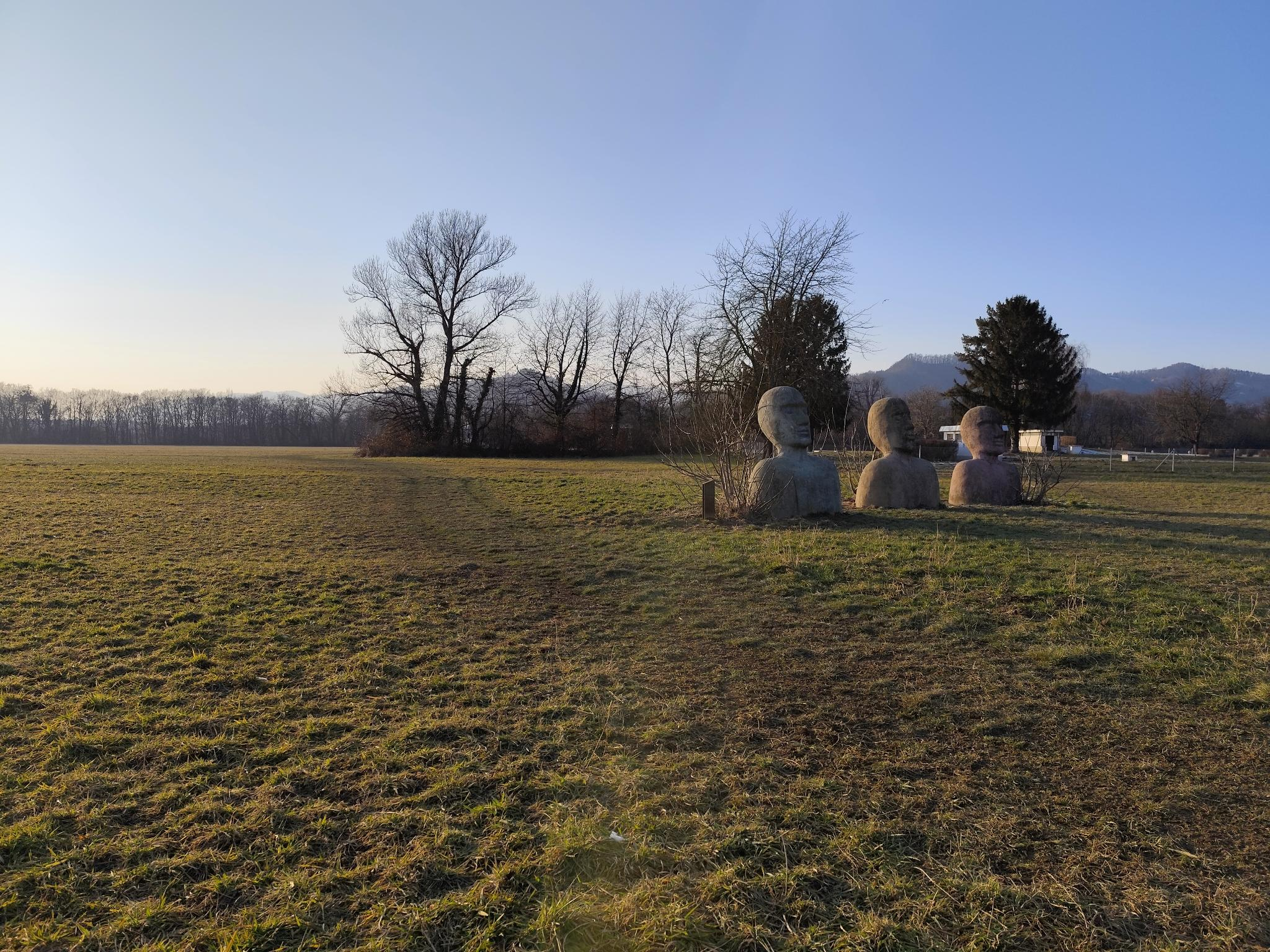
Urbani-Plateau mit den Drei-Engel-Skulpturen 2025

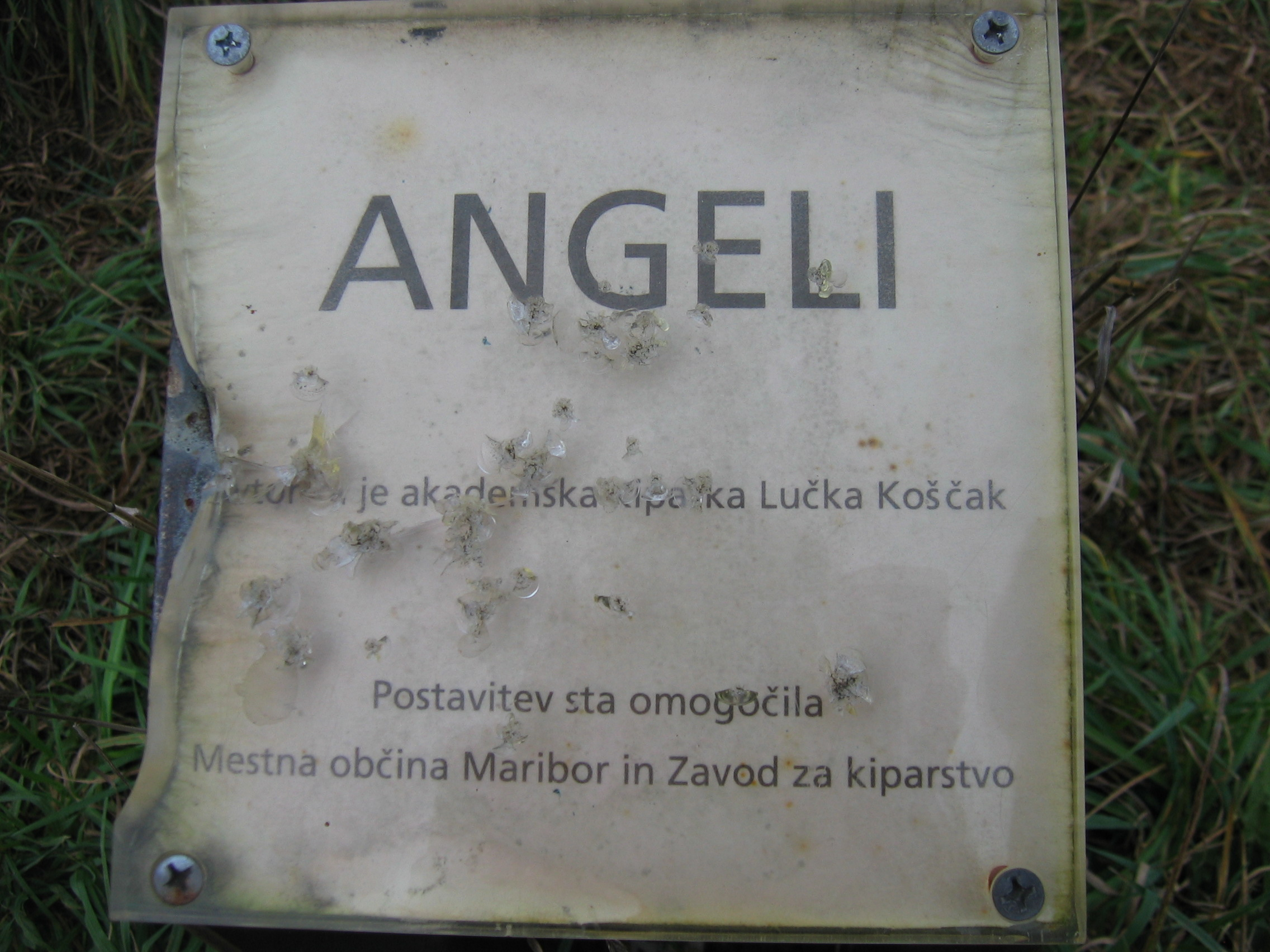
Beschädigte Beschreibung der Skulpturen 2006

Trije Angeli (deutsch: Drei Engel) ist der Name einer Skulpturengruppe auf dem Urbani-Plateau in Maribor (Slowenien). Es handelt sich um drei Büsten aus Zement, die alle etwa drei Meter hoch sind. Geschaffen wurde sie von der slowenischen Bildhauerin Lučka Koščak (1957–2022).
Die Installation ist zugänglich über die Vrbanska cesta, die Verbindungsstraße zwischen dem Mariborer Stadtteilen Koroška vrata und Kamnica.

## Geschichte
Die Skulpturengruppe wurde im Jahr 2004 errichtet, und zwar ursprünglich als temporäre Installation aus Anlass der 750-Jahre-Feier der Stadt Maribor. Bisher ist unklar, ob die Skulpturen auf Dauer an diesem Ort bleiben.